# Roger B. Taney
Roger Brooke Taney (17. března 1777 Calvert Country, Maryland – 12. října 1864, Washington, D.C.). Do politiky vstoupil jako federalista, ale pak se stal jacksonovským demokratem.
Byl ministr spravedlnosti v Marylandu (1827–1831), ministr spravedlnosti USA (1831–1833), dočasný ministr války (1831), dočasný ministr financí (1833–1834).
15. března 1836 byl potvrzen jako první katolík předsedou Nejvyššího soudu Spojených států amerických. Patrně nejznámější rozhodnutí učinil ve sporu Dred Scott v. Sandford. Soud pod jeho předsednictvím přijal většinové stanovisko, které odepřelo právní způsobilost černochům, potomkům otroků.
Do jeho rukou složili přísahu tito prezidenti USA:
- 4. března 1837 Martin Van Buren
- 4. března 1841 William Henry Harrison
- 4. března 1845 James K. Polk
- 4. března 1849 Zachary Taylor
- 4. března 1853 Franklin Pierce
- 4. března 1857 James Buchanan
- 4. března 1861 Abraham Lincoln

## Odkaz

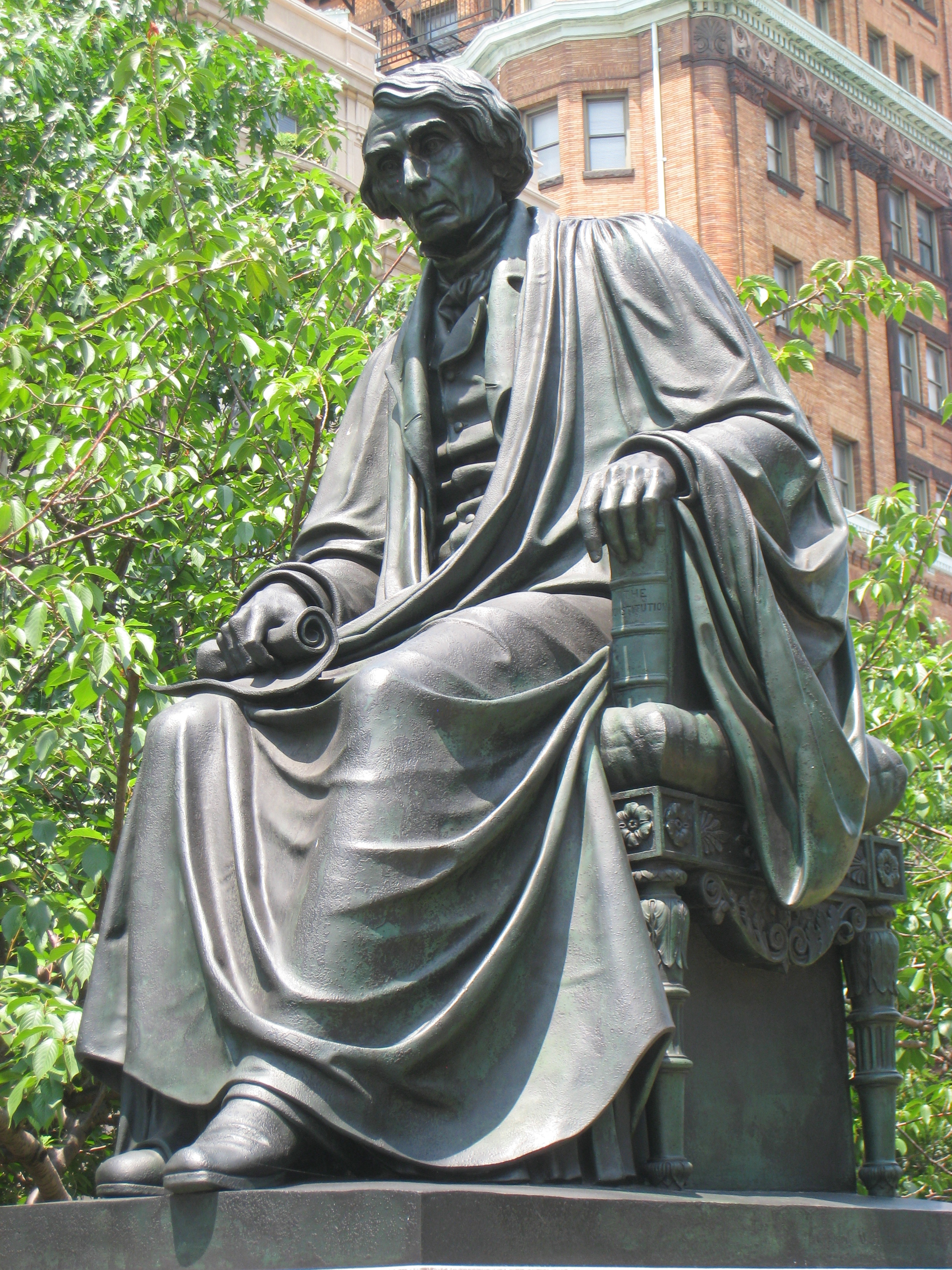
Socha Rogera B. Taneyho odstraněná z Mount Vernon Place v Baltimore v srpnu 2017

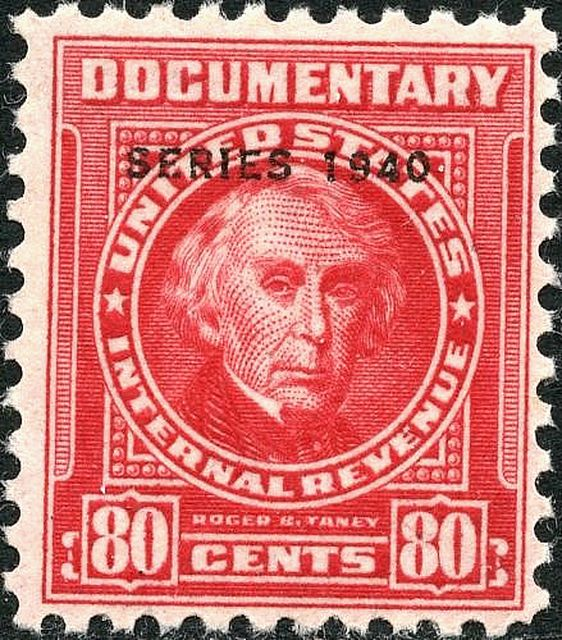
Kolková známka z roku 1940

### Taneyho jméno nese
- okres ve státě Missouri Taney County
- ulice ve Filadelfii[3]
- kutr pobřežní stráže třídy Treasury USCGC Taney
- loď třídy Liberty Roger B. Taney přijatá do služby 9. února 1942. Absolvovala plavbu trvající 22 dnů, při které urazila 2600 mil, přestála hurikán a přistála na Bahamách. Loď byla torpédována v jižním Atlantiku 2. července 1943, při útoku zahynuli tři muži.[4]